# Remismund

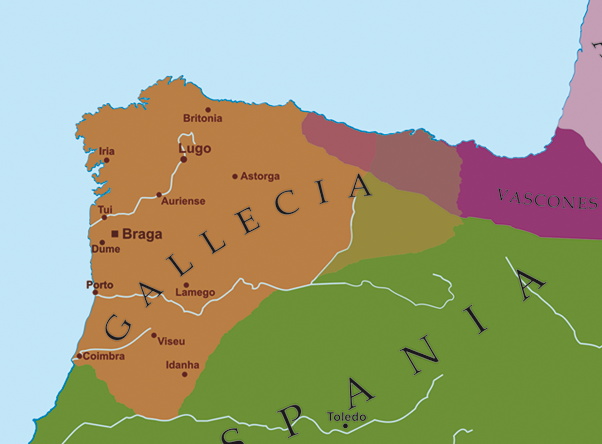
Suevenrijk in Galicië

Remismund was koning der Sueven (circa 460 - 469) in het huidige Galicië en Noord-Portugal. Hij leefde in de laatste jaren van het West-Romeinse keizerrijk. Hij was de zoon en wettelijke opvolger van koning Maldras die stierf circa 460.
Ondanks de duidelijke steun van het volk en van het buurland der Wisigoten, met hun koning Theodorik II, stootte veldheer Frumar hem van de troon. In het noorden scheurde Richimund, een andere veldheer, zich af. Prins Remismund slaagde er uiteindelijk in het hele Suevenrijk te verenigen, eerst het noorden (circa 461) en nadien het zuiden (circa 463). Door Frumar te doden was de jarenlange strijd om zijn troon beëindigd. De alliantie met de Wisigoten werd bezegeld door zijn huwelijk met een dochter van koning Theodorik II. Na de dood van Theodorik (opgevolgd door diens eigenzinnige broer Eurik) keerde Remismund zich af van de Wisigothen. Koning Remismund en de Sueven rukten op naar het zuiden van het huidige Portugal met veroveringen in de streek rond Coimbra en Lissabon.
Met zijn dood (460) eindigt de geschiedschrijving van de 5e-eeuwse bisschop Hydatius van Aquae Flaviae. Er bestaan geen geschreven bronnen over wat er in de decade nadien gebeurde in het Suevenrijk in Galicië.